# Senfpflaster

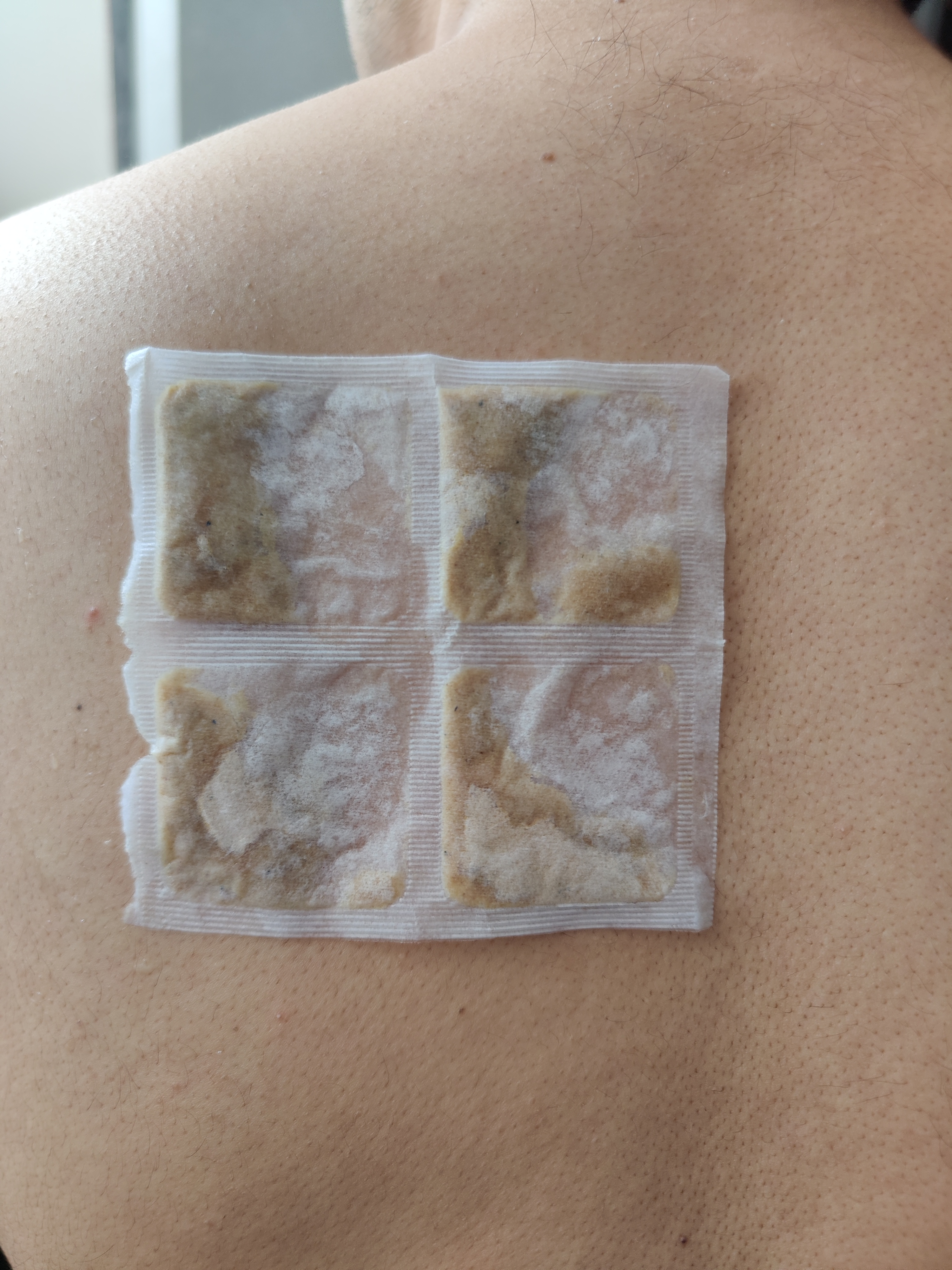

Das Senfpflaster bzw. der Senfwickel war bis ins 19. Jahrhundert ein bekanntes Haus- und Heilmittel, das gegen verschiedene Leiden eingesetzt wurde, und spielt auch heute noch in der Hydrotherapie eine Rolle.

## Rezeptur und Anwendung
Verschiedene Zusammensetzungen sind überliefert. Pierers Lexikon nennt etwa eine Mischung von Sauerteig und grob gestoßenen schwarzen Senfsamen im Verhältnis 1:1, erklärt aber auch eine Mischung aus schwarzem Senfpulver, Roggenmehl und Essig oder nur aus Senfpulver und lauwarmem Wasser für wirksam. Krünitz erwähnt außerdem eine Beimengung von Meerrettich, die die Wirkung verstärke. Er rühmt die Wirkung des Senfpflasters, „welches bei heftigen Kopf= und Zahnschmerzen, Schwindel, Ohrenbrausen, Betäubung, Brust= und Magenkrämpfen, Engbrüstigkeit, Erstickung, Leib= und Rückenschmerzen, eins der geschwindesten Erleichterungsmittel ist, ja in manchen dringenden Fällen, Schlagflußartigen Zufällen und Bruststickungen, das Leben retten kann.“ Es gibt sogar Berichte über die Anwendung von Senfpflastern bei Cholera orientalis.
Der Brei wurde auf Leinwand gestrichen und auf die Haut aufgelegt bzw. angewickelt. Heutzutage sind auch fertige Senfpflaster erhältlich. Ersatzstoffe sind Senfpapier und mit Senfspiritus getränktes Löschpapier.
Senfpflaster galten als „rothmachendes u. selten blasenziehendes Mittel“ und sollten helfen, „einen krankhaften Reiz von edleren Theilen abzuleiten“.

## Senfpflaster in Literatur und Sprichwörtern
Das französische Sprichwort C’est un cautère sur une jambe de bois wird mit Das ist ein Senfpflaster auf ein hölzern Bein übersetzt und kennzeichnet eine Aktion als sinnlos. Jean Paul bezeichnete in seiner Vorschule der Ästhetik den Rezensenten Merkel in Reval als „ein wahres Reitzmittel, ein Senfpflaster, ein tonicum, eine Ekel- und Vipernkur.“
Nicht im übertragenen Sinne erwähnt der gelernte Apotheker Theodor Fontane im 22. Kapitel des Romans Graf Petöfy das Senfpflaster als probates Mittel gegen Wadenkrämpfe.